# Cambalida loricifera
Cambalida loricifera is een spinnensoort uit de familie van de loopspinnen (Corinnidae).
De wetenschappelijke naam van de soort werd in 1886 als Tylophora loricifera gepubliceerd door Eugène Simon.